# فولشویلر
فولشویلر (به فرانسوی: Folschviller) یک کمون در فرانسه است که در Canton of Saint-Avold-1 واقع شده‌است.

## خصوصیات
فولشویلر ۹٫۴۶ کیلومترمربع مساحت و ۴٬۳۵۰ نفر جمعیت دارد و ۲۷۶ متر بالاتر از سطح دریا واقع شده‌است.